# Sémelay
Sémelay település Franciaországban, Nièvre megyében. Lakosainak száma 223 fő (2022. január 1.). Sémelay Saint-Honoré-les-Bains, Avrée, Chiddes, Lanty, Rémilly, Vandenesse és Villapourçon községekkel határos.

## Népesség
A település népessége az elmúlt években az alábbi módon változott:
| Lakosok száma | 249  | 241  | 242  | 234  | 227  | 221  | 222  | 222  | 223  |
|               | 2013 | 2015 | 2016 | 2017 | 2018 | 2019 | 2020 | 2021 | 2022 |